# Jules Decaux
Jules Decaux, né le 7 novembre 1904 à Solesmes (Nord) et mort le 29 juillet 1970 à Oresmaux (Somme), est un homme politique français.

## Biographie
Fils d'un ouvrier briquetier et d'une journalière Jules Decaux est ouvrier chaudronnier à Anzin dès l'âge de 14 ans. Il adhère, en 1919 aux Jeunesses socialistes (SFIO) et rallie en 1921 les Jeunesses communistes. Dirigeant départemental de celle-ci, il accède au bureau national. En 1929 il est membre de la direction régionale du Nord du Parti communiste. En 1931 il suit les cours de l'école léniniste internationale à Moscou. Il s'installe en Région parisienne en 1934, pour devenir secrétaire de la « région Paris Sud » du PC. Il le demeure jusqu'en 1939, étant élu comité central en 1936 et 1937. Lors des élections municipales de 1935 il est élu conseiller municipal d'Ivry-sur-Seine.
Mobilisé en 1939, il est fait prisonnier de guerre en 1940. Il passe toute la guerre en stalag, et se voit reprocher, par son parti, à son retour en France en 1945, de ne pas avoir tenté de s'évader, raison pour laquelle il n'est pas réélu au comité central. Il est nommé alors secrétaire de la fédération communiste de la Manche, petite et peu influente. Le 19 décembre 1946, il est élu par l'Assemblée nationale au Conseil de la République où il siège dans le groupe communiste. Lors du renouvellement sénatorial du 7 novembre 1948, candidat à sa réélection dans la Manche, il obtient 27 voix sur 1 425 suffrages exprimés...
Il poursuit ensuite une carrière politique dans des emplois administratifs de second plan au sein du PCF.